# Galešnjak
Koordinati:   43°58′46″N, 15°23′00″E
Galešnjak (znan tudi kot Otok za zaljubljene) je majhen nenaseljen otoček južno od Zadra. Otok je v obliki srca, kar ga naredi v zanimivo turistično atrakcijo. 
Galešnjak leži okoli 2 km vzhodno od otoka Pašman v Zadarskem kanalu. Njegova površina meri 0,132 km². Dolžina obalnega pasu je 1,55 km. Najvišji vrh je visok 36 mnm.